# QuakeWorld
QuakeWorld (сокращённо QW) — официальное обновление игры Quake от id Software, которое улучшает режим многопользовательской игры с помощью введения поддержки протокола UDP и переработки сетевого кода.

## История

### 1996 — рождение QuakeWorld
Сетевой код игры Quake, как часть программы, которая отвечает за игру по сети, был разработан в основном для игры по локальной сети. Оригинальная игра Quake не учитывала тот факт, что игра через интернет обычно предполагает достаточно большую задержку сигнала (пинг), и даже потери пакетов.
QuakeWorld, созданный Джоном Кармаком, был выпущен 17 декабря 1996 года. Дальнейшая разработка игры велась Дэвидом 'Zoid' Киршем, создателем Capture The Flag, из компании Threewave и Джеком 'morbid' Мэтьюсом. QuakeWorld также включал в себя программу QuakeSpy, написанную Мэтьюсом, которая позже получила имя GameSpy.

### 1997 — Глобальный рейтинг, Team Fortress
В первые месяцы после выпуска QuakeWorld (QW), с декабря 1996 по апрель 1997 id Software вели на своём сайте глобальную статистику и рейтинг игроков QW. Обладатели клиента QuakeWorld 1.25 могли зайти под своим уникальным логином на мастер-сервер id Software, после чего статистика об их последующих играх становилась доступна на официальном сайте. Это естественным образом привело к тому, что игроки стремились подняться как можно выше в глобальном рейтинге, а также к множеству жалоб на ошибки в подсчёте рейтинга. По этой причине, а также из-за слишком большой нагрузки на мастер-сервер, id Software полностью отказалась от своей системы рейтингов уже при выпуске QuakeWorld 1.5 в начале апреля 1997 г. После этого мастер-сервер предоставлял только список активных серверов для игры.
Одна из наиболее популярных модификаций для игры QuakeWorld — Team Fortress — была выпущена в декабре 1996 г. В 1997 году Team Fortress получила признание у игроков всего мира, собрав под свои знамёна тысячи игроков и сотни команд.

## Особенности
Главной особенностью QuakeWorld является переработанный по сравнению с NetQuake сетевой код, реализующий принципы «предсказания положения игроков», и «дельта-сжатие» сетевых пакетов. В результате стало возможным комфортно играть в QuakeWorld даже с большим пингом, что было совершенно невозможно в NetQuake. Это дало возможность играть по интернету не только обладателям широкополосного соединения, но и dial-up пользователям Интернета, что способствовало большой популярности игры.
Такие особенности геймплея как распрыжка, движение зигзагом, скольжение по стенам, были открыты уже в процессе широкой эксплуатации игры, но не стали исправляться, а были де-факто объявлены особенностями игры. С выпуском QuakeWorld версии 2.х распрыжка стала ещё легче для выполнения.
Физика QuakeWorld последних версий (2.30, 2.33) немного отличается от физики Quake. Так, например, значение параметра трения в QW меньше, чем в NetQuake, что позволяет наращивать скорость с помощью распрыгов практически неограниченно (вплоть до максимального значения в 2000 юнитов/с, а иногда и выше), в NetQuake же это сделать практически невозможно, и, после достижения скорости в 600—700 ю/с дальнейшего приращения скорости почти не происходит. Кроме того, в QuakeWorld нет трения на краях обрывов, что, по сравнению с NetQuake, даёт большое преимущество при прыжках с края поверхностей через открытое пространство.
С появлением QW-серверов на платформе mvdsv физика QW ещё больше отдалилась от физики NetQuake в сторону бо́льших скоростей, большего контроля над игровым персонажем и, как следствие, большей зрелищности, но также и бо́льших требований к умению игрока. Это связано с тем, что оригинальный сервер QW обсчитывает положение всех персонажей 20 раз в секунду, а сервер mvdsv делает это 77 раз в секунду, что значительно улучшает физику игры. Так, например, только с появлением mvdsv стали возможны некоторые трюки в QW, такие как «двойной прыжок» (крайне сложен для выполнения, поэтому в обычных играх не применяется), прыжок на карте dm6 «из трубы на телепорт» (весьма часто применяется) и некоторые другие.

## Чемпионаты[2]

### 1997 год
- 10 октября 1997 — I Всероссийский открытый чемпионат по QuakeWorld — ДК «Пищевиков», Санкт-Петербург

Чемпионат с более чем 150 участниками из разных городов России. Проводился как FFA-чемпионат, с 6 игроками в каждой игре.

### 1998 год
- Июнь 1998 — Quake Invitational League 1 — Интернет, США

Командный чемпионат, проводившийся в интернете.
- 7 августа 1998 — DR-9 — 9 Studio, Стокгольм

Командный чемпионат между лучшими кланами Европы и Америки — Clan Nine против Death Row. Из 10 игр половина была сыграна на платформе NetQuake, а другая половина — на QuakeWorld.
- Ноябрь 1998 — Quake Invitational League 2 — Интернет, США

Командный чемпионат, проводившийся в интернете.

### 1999 год
- 4 апреля 1999 — True Gamers Invitational — Гётеборг, Швеция

Дуэльный чемпионат с участием лучших игроков со всего мира. Компания Intel спонсировала перелёт лучшего австралийского игрока, 'Reload'. Призового фонда не было, однако этот чемпионат считается одним из самых значимых событий в истории QuakeWorld.
- 26 июля 1999 — Rapture '99 — Шотландия

Дуэльный чемпионат проводился на NetQuake, командная часть — на QuakeWorld.

### 2001 год
- 1 июля 2001 — The CPL 4-Year Anniversary Event — Даллас, Техас

Дуэльный чемпионат с участием более 800 человек и призовым фондом в $20`000.

### 2003 год
- Осень 2003 — DM2 Only — Интернет, Европа

Дуэльный чемпионат, проводившийся в интернете для европейских игроков.
- Осень 2003 — The Endif — Интернет, Европа

Дуэльный чемпионат, проводившийся польскими организаторами по системе Single Elimination.
- Осень 2003 — QW.nu povdmm4 — Интернет, Европа

Дуэльный чемпионат на карте povdmm4, организованный группой энтузиастов QW.nu.

### 2005 год
- 13 июня 2005 — 5 сентября 2005 — Summerjam 2005 — Интернет, Европа

Дуэльный чемпионат, попытка оживить не очень активное на тот момент QW-сообщество. Проводился по правилам Double Elimination, с 64 участниками из различных стран Европы, а также Канады и США.

### 2006 год
- 29 января 2006 — DuelMania Reloaded Pt.1 — Интернет, Европа

Дуэльный чемпионат, проводившийся в интернете.
- 1 февраля 2006 — European Quake League Pt.2 — Интернет, Европа

Командный чемпионат, проводившийся в интернете.
- 4 августа 2006 — AmeriCup 2 — Интернет, США

Дуэльный чемпионат, проводившийся в интернете, с призовым фондом $1`000.
- 5 октября 2006 — Nations Quake Rank 9 — Интернет, Европа

Командный чемпионат, проводившийся в интернете.

### 2007 год
- 13 января 2007 — 15 апреля 2007 — Ownage  (недоступная ссылка с 23-08-2013 [4345 дней] — история, копия) — Интернет, Европа

Масштабный дуэльный чемпионат, организованный группой немецких игроков. 256 участников, система Double Elimination.
- 2 июля 2007 — 7 августа 2007 — Ignition 1  (недоступная ссылка с 23-08-2013 [4345 дней] — история, копия) — Интернет, Европа

Дуэльный чемпионат для «новичков», игроков, чей опыт игры в QuakeWorld составлял 6 месяцев или меньше. В чемпионате принимало участие 73 игрока из различных стран Европы, а также Канады и США.
- 23 июля 2007 — 9 августа 2007 — Summerjam 2007 — Интернет, Европа

Дуэльный чемпионат, проводившийся по системе Single Elimination. В чемпионате участвовало 64 человека из различных стран Европы. Победителем чемпионата стал российский игрок DooM.
- 2 августа 2007 — QuakeCon 2007, Quad Damage Tournament — Даллас, Техас

Чемпионат с призовым фондом в $50`000, в котором игроки соревновались по всем версиям Quake — QuakeWorld, Quake II, Quake III, Quake IV.
- 30 ноября 2007 — DreamHack 2007 — Швеция

Дуэльный чемпионат на 32 человека с призовым фондом в 25`000 SEK.

### 2008 год
- 15 мая 2008 — 16 июля 2008 — ZTNDM3 Showdown — Интернет, Европа

Дуэльный чемпионат на единственной карте — ztndm3, организованный энтузиастом QuakeWorld-а phil-ом. В чемпионате принимали участие 62 игрока из различных стран Европы и мира (20 игроков из России, 11 — из Швеции, 5 — из Германии, и игроки из 11-ти других стран). Второе и третье места в чемпионате заняли российские игроки, причём в 8 лучших попали 6 российских игроков.
- 14 июня 2008 — DreamHack 2008 — Швеция

Дуэльный чемпионат на 32 человека с призовым фондом в 37`000 SEK.
- 5 октября 2008 — Bernard Oktoberfest 2008 — Интернет, Европа

Дуэльный чемпионат, спонсированный чешской компанией Bernard, проводившийся по системе Single Elimination. Проводился по всем играм серии Quake, победитель в каждой номинации получил именную пивную кружку с логотипом Quake.

### 2009 год
- 26 ноября 2009 — DreamHack 2009 — Швеция

Дуэльный чемпионат на 16 человек с призовым фондом в 15000 SEK.

### 2010 год
- 21 февраля 2010 — Ownage #3  (недоступная ссылка с 23-08-2013 [4345 дней] — история, копия) — Интернет, Европа

Дуэльный чемпионат со 176 участниками, проводившийся по системе Double Elimination.

### 2012 год
- 13 февраля 2012 — Thunderdome Season 1 — Интернет, Европа

Дуэльный чемпионат с 5-ю дивизионами со 125 участниками, проводившийся по системе Double Elimination.
- 4 сентября 2012 — Thunderdome Season 2 — Интернет, Европа

Дуэльный чемпионат с 6-ю дивизионами с 96 участниками, проводившийся по системе Double Elimination.
- 4 сентября 2012 — Thunderdome Season 2 North American — Интернет, Северная Америка

Дуэльный чемпионат с 3-я дивизионами с 39 участниками, проводившийся по системе Double Elimination.

### 2013 год
- 15 февраля 2013 — Thunderdome Season 3 — Интернет, Европа

Дуэльный чемпионат с 6-ю дивизионами с 91 участником, проводившийся по системе Double Elimination.
- 15 февраля 2013 — Thunderdome Season 3 North American — Интернет, Северная Америка

Дуэльный чемпионат с 3-я дивизионами с 36 участниками, проводившийся по системе Double Elimination.

### 2015 год
- 9 апреля 2015 — Thunderdome Season 4 — Интернет, Европа

Дуэльный чемпионат с 6-ю дивизионами с 53 участниками, проводившийся по системе Double Elimination.
- 31 августа 2015 — Thunderdome Season 5 — Интернет, Европа

Дуэльный чемпионат с 6-ю дивизионами с 86 участниками, проводившийся по системе Double Elimination.
- 5 сентября 2015 — Thunderdome Season 5 North American — Интернет, Северная Америка

Дуэльный чемпионат с 16-ю участниками, проводившийся по системе Double Elimination.
- 11 октября 2015 — Thunderdome Season 5 Australia — Интернет, Австралия

Дуэльный чемпионат с 8-ю участниками, проводившийся по системе Double Elimination.

### 2016 год
- 17 февраля 2016 — Thunderdome Season 6 — Интернет, Европа

Дуэльный чемпионат с 6-ю дивизионами с 89 участниками, проводившийся по системе Double Elimination.
- 21 сентября 2016 — Thunderdome Season 7 — Интернет, Европа

Дуэльный чемпионат с 6-ю дивизионами с 87 участниками, проводившийся по системе Double Elimination.

### 2017 год
- 2 марта 2017 — 5 марта 2017 — QHLAN 2017 — Стокгольм, Швеция : Чемпионат по трём дисциплинам — дуэли и командные соревнования. В чемпионате участвовало 100 человек со всего мира. Общий призовой фонд 17731 SEK.
- 15 марта 2017 — Thunderdome Season 8 — Интернет, Европа

Дуэльный чемпионат с 6-ю дивизионами с 97 участниками, проводившийся по системе Double Elimination.
- 28 октября 2017 — Thunderdome Season 9 — Интернет

Дуэльный чемпионат с 6-ю дивизионами в секции Европа, с 3-я дивизионами в секции Америка, с 2-я дивизионами в секции Австралия, с 124 участниками, проводившийся по системе Double Elimination.

### 2018 год
- 30 сентября 2018 — Thunderdome Season 10 — Интернет

Дуэльный чемпионат с 5-ю дивизионами в секции Европа, с 1 дивизионом в секции Америка, с 1 дивизионом в секции Австралия, с 97 участниками, проводившийся по системе Double Elimination.

### 2019 год
- 2 марта 2019 — Thunderdome Season 11 — Интернет

Дуэльный чемпионат с 6-ю дивизионами в секции Европа, с 1 дивизионом в секции Америка, с 63 участниками, проводившийся по системе Double Elimination.
- 19 сентября 2019 — Thunderdome Season 12 — Интернет

Дуэльный чемпионат с ?-ю дивизионами в секции Европа, с ? дивизионами в секции Америка, с ?? участниками, проводившийся по системе Double Elimination — регистрация открыта до 5-го октября 2019.